# سیارک ۷۱۴

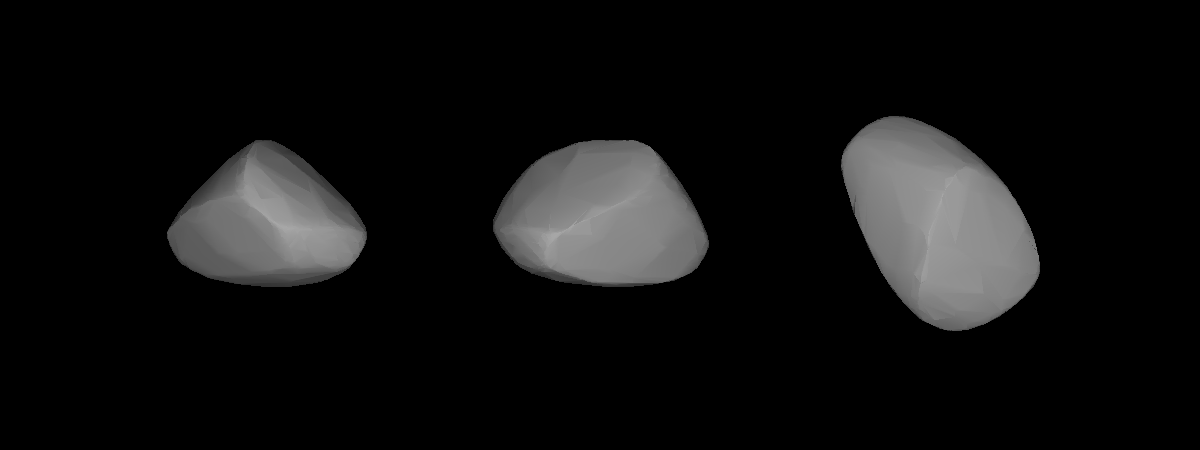
مدل سه‌بُعدی سیارک ۷۱۴ بر طبق منحنی نور آن

سیارک ۷۱۴ (به انگلیسی: 714 Ulula، نامگذاری:1911LW) هفتصد و چهاردهمین سیارک کشف شده‌است که در ۱۸ مه ۱۹۱۱ و در هایدلبرگ کشف شد.
قدر مطلق سیارک برابر ۹٫۰۷ است.